# Nirmatrelvir
Nirmatrelvir, registrat amb la marca Paxlovid, és un fàrmac antivíric desenvolupat per Pfizer que actua com a inhibidor de la proteasa 3CL, i és actiu per via oral. La combinació de nirmatrelvir amb ritonavir es troba en assaigs de fase III per al tractament de la COVID-19 des del setembre de 2021. Després de resultats favorables en la prevenció de l'hospitalització i la mort, si es donava durant els tres primers dies dels símptomes, Pfizer va presentar una sol·licitud a l'Administració d'Aliments i Fàrmacs dels Estats Units (FDA) per obtenir una autorització d'emergència per a l'ús de nirmatrelvir en combinació amb ritonavir el novembre de 2021.